# Nereu Ramos
Nereu de Oliveira Ramos (ur. 3 września 1888 w Lages, zm. 16 czerwca 1958 w São José dos Pinhais) – brazylijski polityk, prezydent kraju w latach 1955–1956.
Ramos pełnił funkcję wiceprezydenta za rządów prezydenta Eurico Gaspara Dutry (1947-1951). W 1954 wybrano go do Senatu z rodzinnego stanu Santa Catarina. Rok później został przewodniczącym tej izby.
Po samobójstwie prezydenta Getúlio Vargasa władzę objął dotychczasowy wiceprezydent João Café Filho, który ustąpił na dwa miesiące przed upływem kadencji z powodu złego stanu zdrowia. Wtedy stanowisko przejął przewodniczący Izby Deputowanych Carlos Coimbra da Luz, zmuszony do ustąpienia przez wojsko po zaledwie dwóch dniach.
Ramos, jako pierwszy w linii sukcesji po odsunięciu da Luza, został prezydentem do czasu zaprzysiężenia prezydenta elekta Juscelino Kubitschka.